# Ombolata Saloo
Ombolata Saloo is een bestuurslaag in het regentschap Nias van de provincie Noord-Sumatra, Indonesië. Ombolata Saloo telt 364 inwoners (volkstelling 2010).